# 圣乔瓦尼-迪杰拉切
圣乔瓦尼-迪杰拉切（義大利語：San Giovanni di Gerace）是意大利雷焦卡拉布里亚广域市的一个市镇。总面积13平方公里，人口559人，人口密度43.0人/平方公里（2009年）。ISTAT代码为080072。